# Гнилая (приток Стрыя)
Гнилая (укр. Гнила) — река в Самборском районе Львовской области, Украина. Левый приток реки Стрый (бассейн Днестра).
Длина реки 19 км, площадь бассейна 132 км². Типично горная река. Долина узкая и глубокая. Русло слабоизвилистое, каменистое, со многими перекатами и стремнинами.
Берёт начало западнее села Карпатское, на северо-восточных склонах Водораздельного хребта. Течёт в пределах Стрийской-Санской Верховины преимущественно на северо-восток, местами на север. Протекает через сёла Сигловатое, Битля, Верхнее, Нижнее Высоцкое. Впадает в Стрый на восточной окраине села Верхнее Высоцкое.